# Iyashikei
Iyashikei (癒し系) é um gênero específico para obras japonesas, principalmente mangá e anime. É um subgênero de slice of life, retratando personagens vivendo vidas pacíficas em ambientes calmos, visando ter um efeito catártico no público. A palavra iyashikei pode significar "tipo de cura" ou apenas "cura" em japonês. Shaenon K Garrity, da Otaku USA, escreveu que nas obras de iyashikei, "o foco está menos no personagem e no enredo, mais na construção do mundo e na criação de um cenário visual envolvente".

## Origens
Iyashikei surgiu no final da década de 1970, mas emergiu como um subgênero distinto em 1995, após o grande terremoto de Hanshin e o ataque sarin no metrô de Tóquio. Estes eventos traumáticos, combinados com a recessão econômica, levariam ao que o estudioso Paul Roquet chama de tendência iyashi, ou boom da cura. O trauma sofrido pelo público japonês forneceu “o contexto emocional para o surgimento da calma como um sentimento lucrativo e comercializável”.

## Exemplos
- Adachi to Shimamura[6]
- Aria[1][7]
- Azumanga Daioh[6]
- Bartender[8]
- Boku no Natsuyasumi[9]
- Flying Witch[3][6][7][10]
- Shoujo Shuumatsu Ryokou[11]
- Hakumei to Mikochi[11]
- Sewayaki Kitsune no Senko-san[6][12]
- K-On![10]
- Maiko-san chi no Makanai-san[13]
- Kuma Kuma Kuma Bear[6]
- Yuru Camp[6][7][10]
- Mahō no Star Magical Emi[2]
- Mushishi[14]
- Tonari no Totoro[6][10]
- Dōkyonin wa Hiza, Tokidoki, Atama no Ue.[15][16]
- Natsume Yuujinchou[7]
- Non Non Biyori[6][11]
- Tamayura[6]
- Wakakozake[3]
- Yokohama Kaidashi Kikō[1][7]